# Mummia Nesi

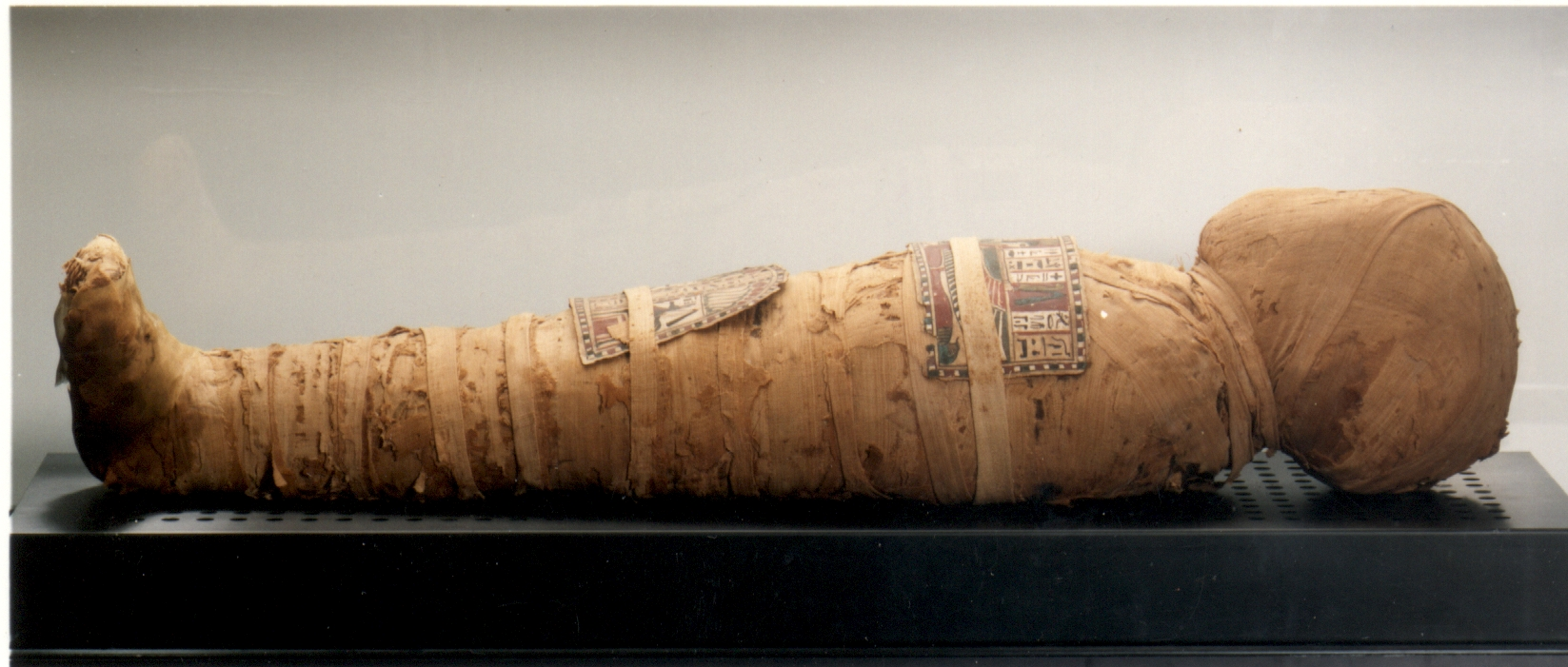
Mummia Nesi

La mummia Nesi è una mummia di bambino che fa parte della collezione Toda della Biblioteca Museu Víctor Balaguer di Vilanova i la Geltrú, in provincia di Barcellona. Il pezzo venne rinvenuto a Tebe in Egitto e, secondo Eduard Toda, si tratta di una mummia della XX dinastia.

## Contesto storico
La XX dinastia ha segnato la fine del Nuovo Regno dell'Antico Egitto, durato dal 1186 al 1070 a.C. ma durante la XIX dinastia vi furono molti avvenimenti importanti tra cui il regno del sovrano Ramses II e la conquista della Nubia, oltre alla costruzione dei templi di Abu Simbel dopo la Battaglia di Qadeš. L'interesse per il mondo egizio cominciò a dilagare dopo gli scavi e le conseguenti scoperte archeologiche iniziate nell'Storia moderna.

## Storia
La mummia fa parte della collezione di antichità egizie che Eduard Toda portò dal suo soggiorno come console spagnolo a Il Cairo, tra il 1884 e il 1886. Secondo alcune fonti, quando Toda dovette passare la dogana, non sapendo come dichiararla, la fece passare come merluzzo essiccato.
Nell'anno 1886, Eduard Toda divise la collezione e regalò una parte degli oggetti all'appena fondato museo del suo amico Víctor Balaguer, mentre il resto lo cedette al Museo Arqueológico Nacional di Spagna.
Il primo documento attestante l'esistenza della mummia risale al 29 maggio del 1885, giorno in cui Víctor Balaguer comunicò al bibliotecario, Joan Oliva i Milá, che Eduard Toda gli aveva donato la mummia. Quest'ultima risale al Periodo tardo dell'Egitto, giacché l'impiego di sagome di cartone, in questo caso sopra il torace e le gambe, nelle mummie ebbe inizio nel periodo della XXVI dinastia e si generalizzò durante l'epoca greco-romana.

### Presentazione in Catalogna
Eduard Toda tenne una conferenza il 16 di maggio del 1886 nella quale spiegò dettagliatamente il suo soggiorno in Egitto, il significato e l'uso degli oggetti che aveva donato al Museo Balaguer. Raccontò che nella spedizione archeologica in Alto Egitto, guidata dall'archeologo Gaston Maspero a Deir el-Medina, e vicino ai colossi di Memnone, il I febbraio 1886, fu scoperta la tomba di Sennedjem, un vano sotterraneo intatto da più di tremila anni visto che la porta di legno aveva il chiavistello chiuso e sigillato. La camera conservava varie mummie, alcuni sarcofagi, le offerte e gli oggetti funebri. A questo sepolcro, di tipo familiare, appartiene la mummia Nesi.
Nella citata conferenza tenuta da Eduard Toda, l'archeologo attribuì questa mummia alla XX dinastia e tradusse i geroglifici dai cartoni trovati sul suo corpo.

## Descrizione
Nesi è la mummia di un bambino di circa 5 anni, di sesso indeterminato. Misura 83 cm di lunghezza, 19 cm di larghezza e 15,5 di profondità. Il corpo mummificato è avvolto con bende di tela di lino ed è parzialmente coperto con due cartoni policromi con geroglifici.

### Cartonnage
Con il cartonnage le mummie, dopo essere state completamente fasciate, venivano decorate con una serie di cartoni policromi riportanti disegni, geroglifici, decorazioni geometriche, ecc. La mummia Nesi era coperta da due di questi cartoni, uno sul torace e uno sulle gambe, fissati con delle bende disposte orizzontalmente.

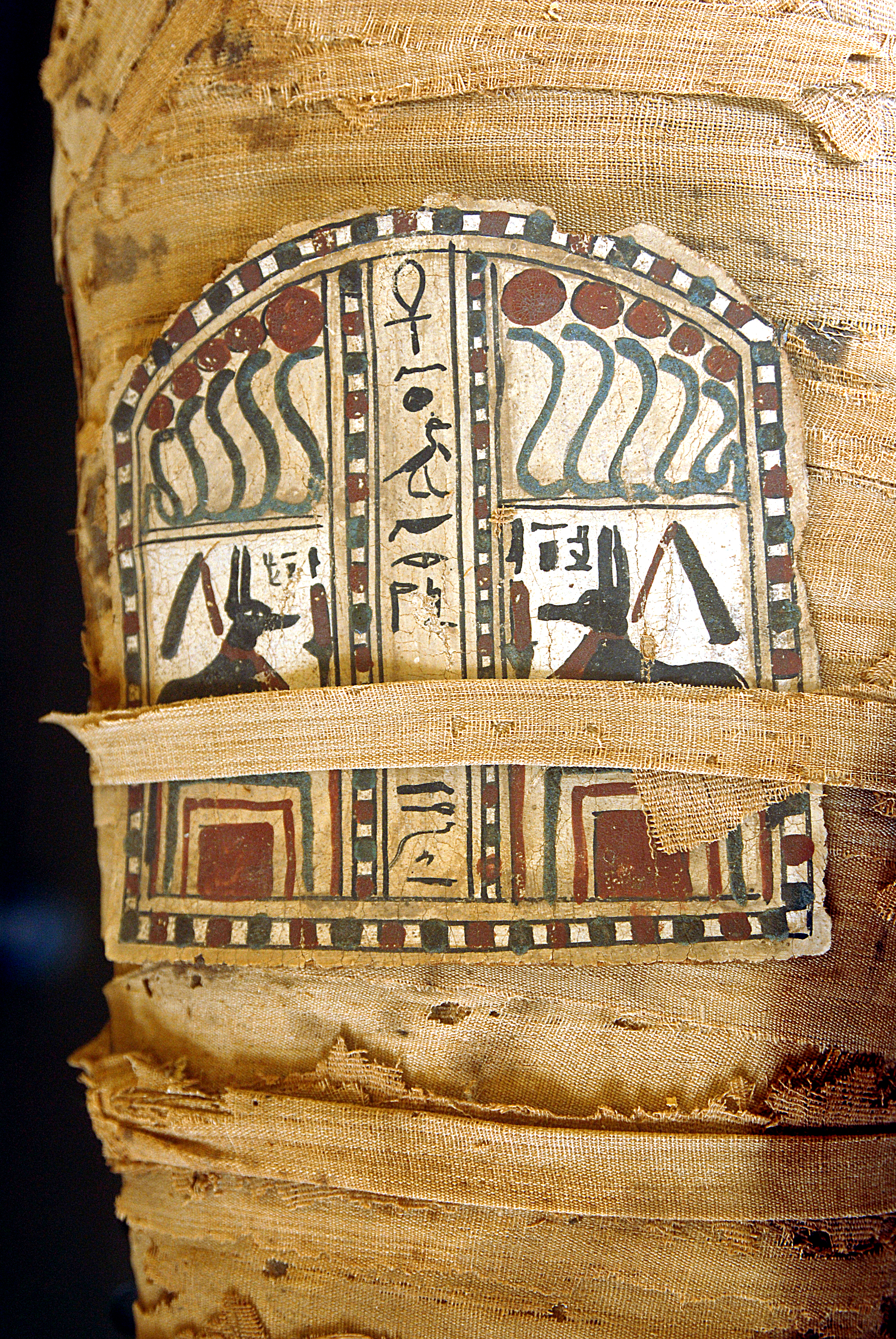

Sul primo cartone, nella parte superiore della mummia, c'è un testo geroglifico con una formula funeraria convenzionale della dea Nut che protegge il defunto. La traduzione dei geroglifici fu eseguita dallo stesso Eduard Toda e sarebbe: "Parole della dea Nut: sono qui per proteggerti e mi stendo su di te respingendo tutti i mali". Il cartone della parte inferiore, che è sulle gambe, recita: "Viva è la tua anima, oh Osiride Nesi, giusta di voce eternamente".
Gli studi successivamente portati a termine da Llorenç Baquès determineranno che la trascrizione del cartone in realtà sarebbe: "Viva è la tua anima Osiride... giusto di voce, eternamente". La traduzione sarebbe completa, giacché nel cartone c'è uno spazio di 25 mm. senza geroglifici e senza tracce che dimostrino ve ne fossero mai stati. Sicuramente questo spazio in bianco sarebbe stato riservato al nome del defunto. Su entrambi i lati della colonna di geroglifici ci sono due registri simmetrici e posti di fronte, con un fregio di cobra e di sciacallo. Vi è rappresentato Anubi accucciato su un naos o, meglio specificato, sulla camera funeraria come custode della tomba.

### Radiografia
La mummia è stata sottoposta a esami radiografici da Puerta i Xarrié e le radiografie furono studiate da Domènec Campillo. 
Secondo questo autore, si tratta della mummia di un bambino di cinque anni, di costituzione normale e senza segni patologici, di cui non si è potuto stabilire il sesso. 
In uno studio elaborato da Maria Biscarri si documenta che, partendo delle immagini tratte dalla mummia, è possibile osservare la totalità dello scheletro formato dalle ossa dislocate al livello del tronco. All'interno del cranio si evidenziano delle masse radiopache nella regione occipitale, che probabilmente sono formate dalle sostanze minerali utilizzate nel procedimento di mummificazione.

## Il nome Nesi
Baqués suggerisce che l'attribuzione del nome Nesi potrebbe spiegarsi se la mummia avesse avuto un sarcofago con iscrizioni, pezzo che forse Toda vide ma che non comprò per il possibile cattivo stato di conservazione dello stesso. Questa possibilità è stata confermata anni dopo con la scoperta della documentazione inedita di Toda dove, ad esempio, spiega che undici mummie si trovavano nei sarcofagi ma che questi si rovinarono prima di arrivare al battello con cui dovevano essere trasportati al museo di Boulaq.
Il nome Nesi, insieme ad altri nomi similari, come Nesjons, Nesisi, Nesptah, Neaspanebauib, si potevano attribuire sia agli uomini che alle donne essendo intercambiabili tra loro. Ad esempio, Nesisi può tradursi come "lui (oppure lei) appartiene a Iside", Nesptah come "lui (oppure lei) appartiene a Ptah", ecc. Pertanto, Nesi sarebbe l'abbreviazione di un nome più lungo usato dalla XVIII dinastia  per le donne ma che dalla XXII dinastia divenne anche un nome proprio di genere maschile.

## Conservazione
A causa della sua fragilità, nel 1986 la Biblioteca Museo Víctor Balaguer, in collaborazione con il Getty Research Institute e l'impresa di servizi Método, procedettero allo spostamento della mummia in una nuova teca, visto che era soggetta a problemi di conservazione.

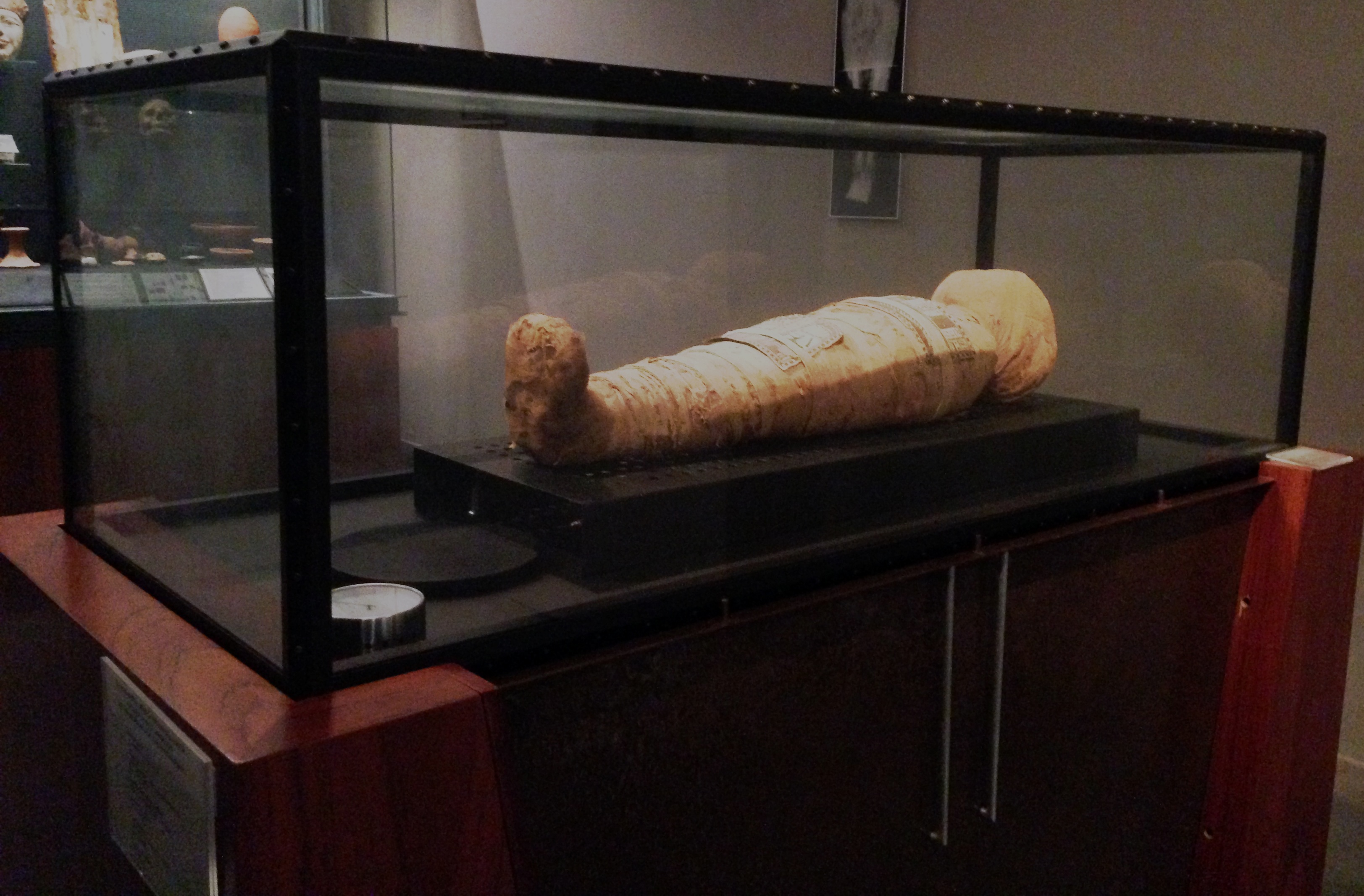

La nuova vetrina, sigillata ermeticamente, è dotata di sensori che misurano i livelli di ossigeno, umidità relativa e temperatura. Inoltre, contiene gas inerte ed è totalmente isolata per cui tutto l'ossigeno viene espulso all'esterno proteggendo la piccola mummia dalla putrefazione della materia organica. Il vetro della teca presenta anche un filtro ultravioletto e un colorante che evita i danni causati dalla luce.

## Omaggi
Trattandosi di un pezzo così singolare, la mummia Nesi è diventata un simbolo popolare a Vilanova i la Geltrú. Ad esempio, tutti gli anni la Unión Vilanovina, l'ente che ha proclamato la mummia Nesi come presidentessa d'onore dell'associazione, le fa un'offerta floreale.

## Esposizioni
- 1991 - Vita e morte nell'Antico Egitto
- 2008 - Dal Nilo alla Catalogna

## Galleria d'immagini

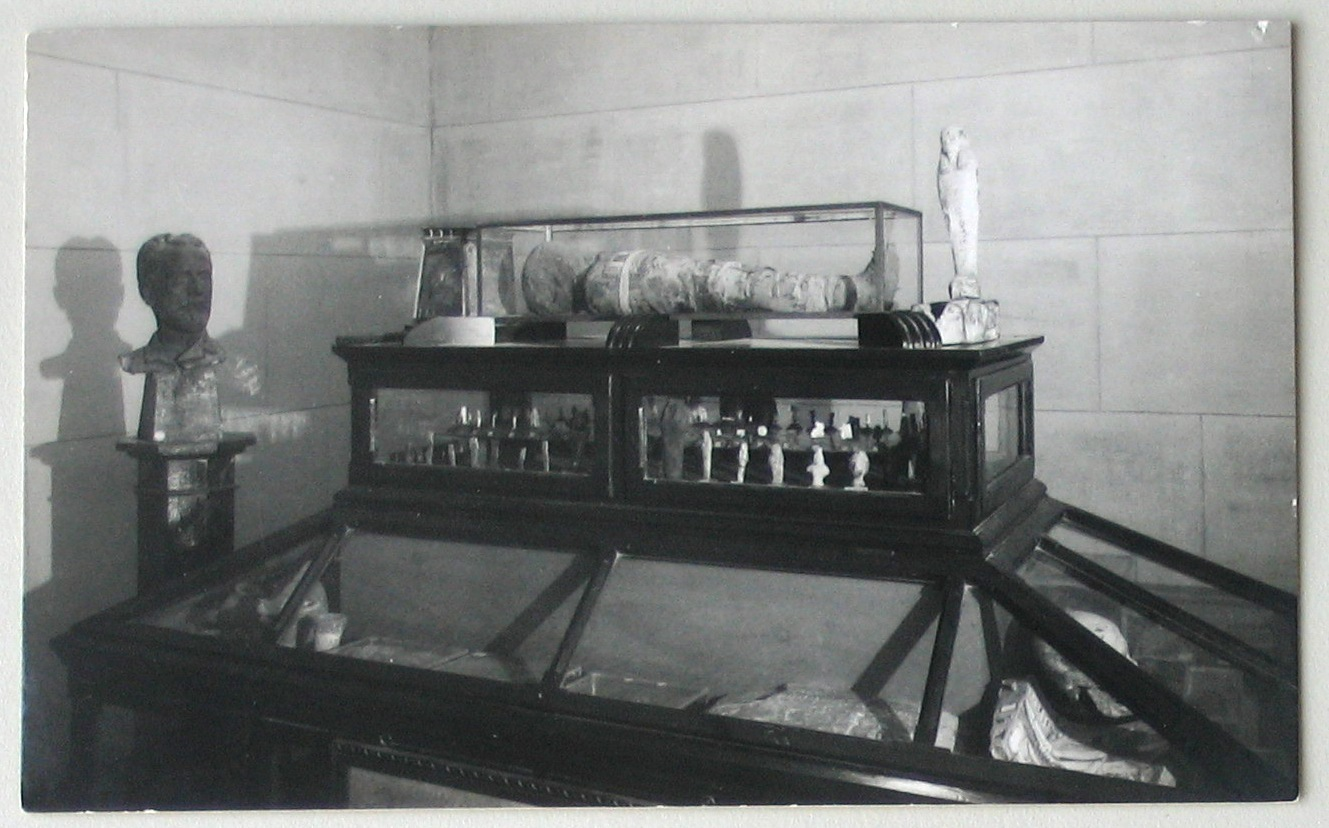
Antica sistemazione della mummia Nesi.
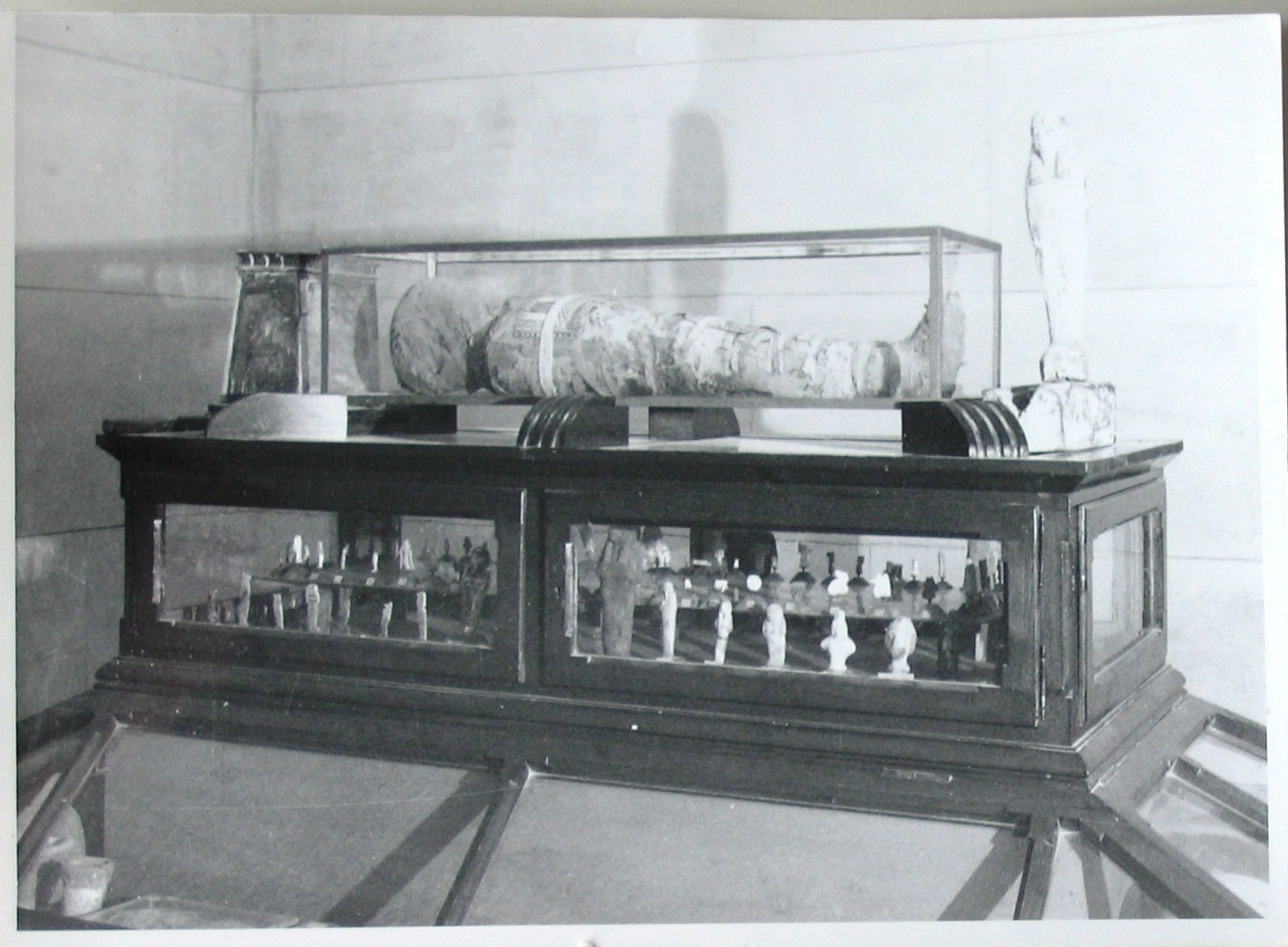
Antica esposizione della mummia.
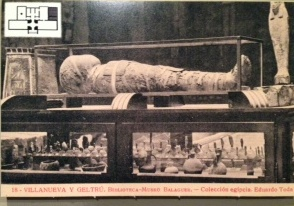
Fotografia della mummia Nesi nel museo.
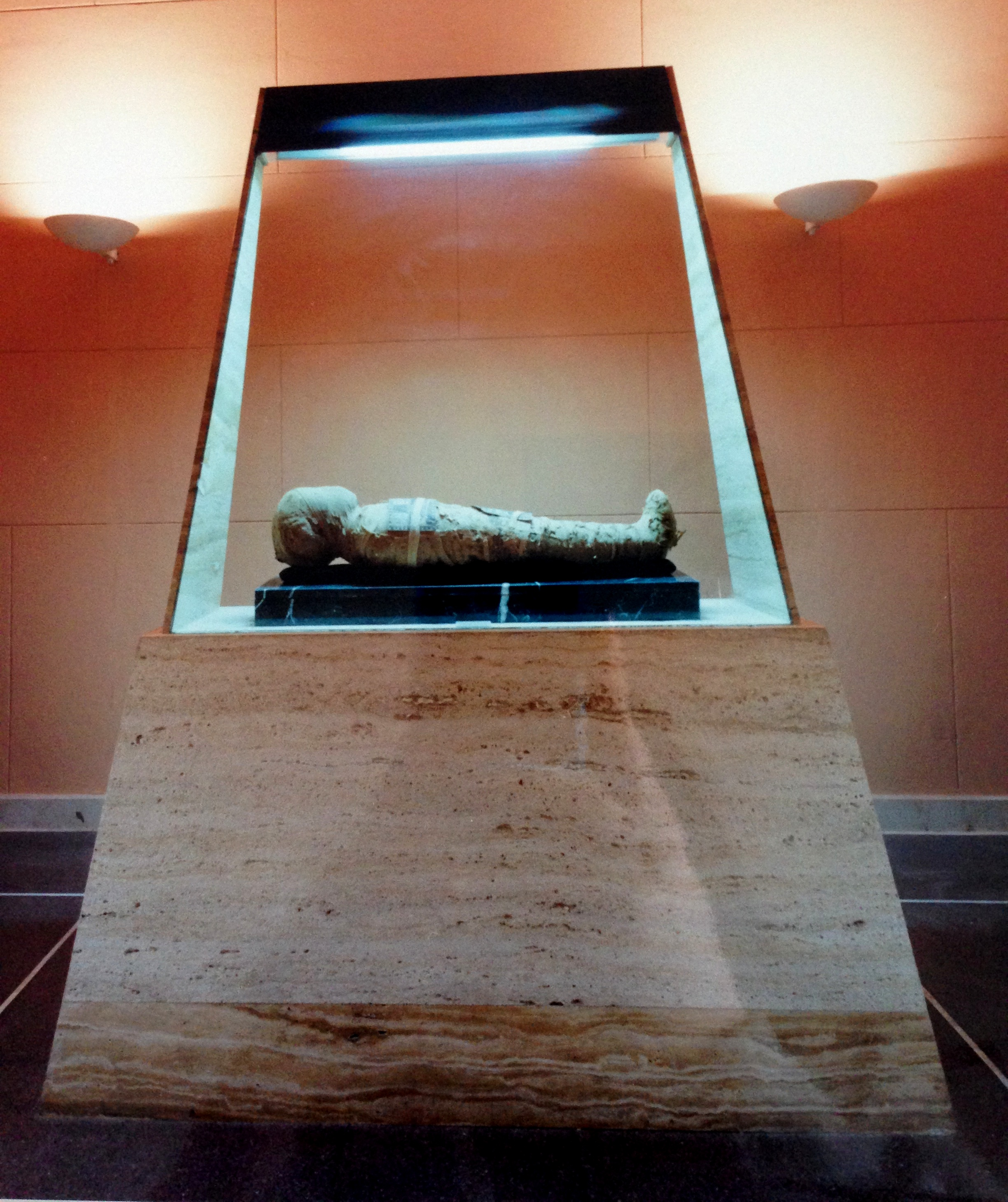
Antica vetrina in cui era esposta la mummia Nesi.
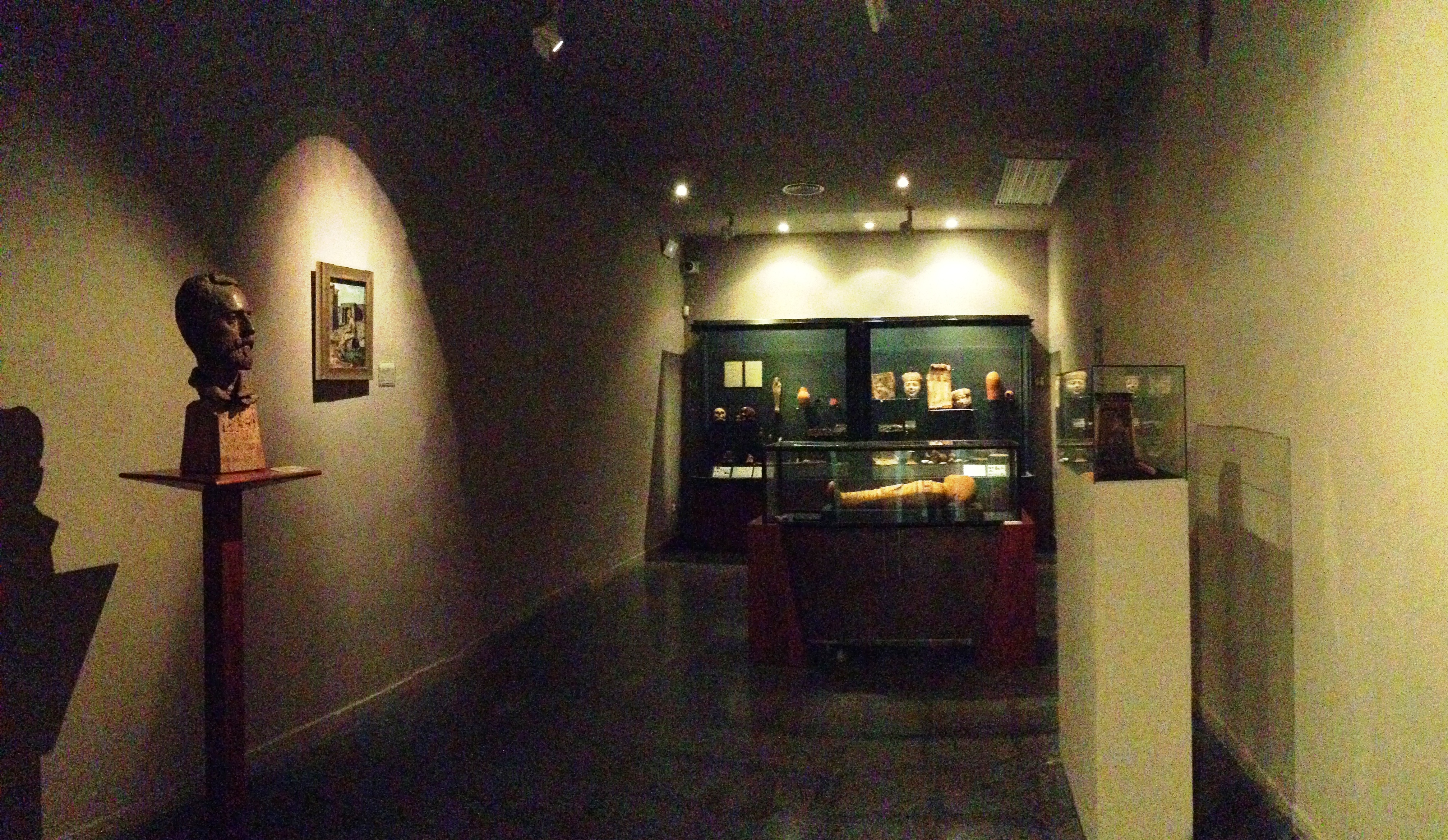
Visione panoramica della sala del museo in cui si trova la mummia Nesi nel 2014.